# Vaddisznó

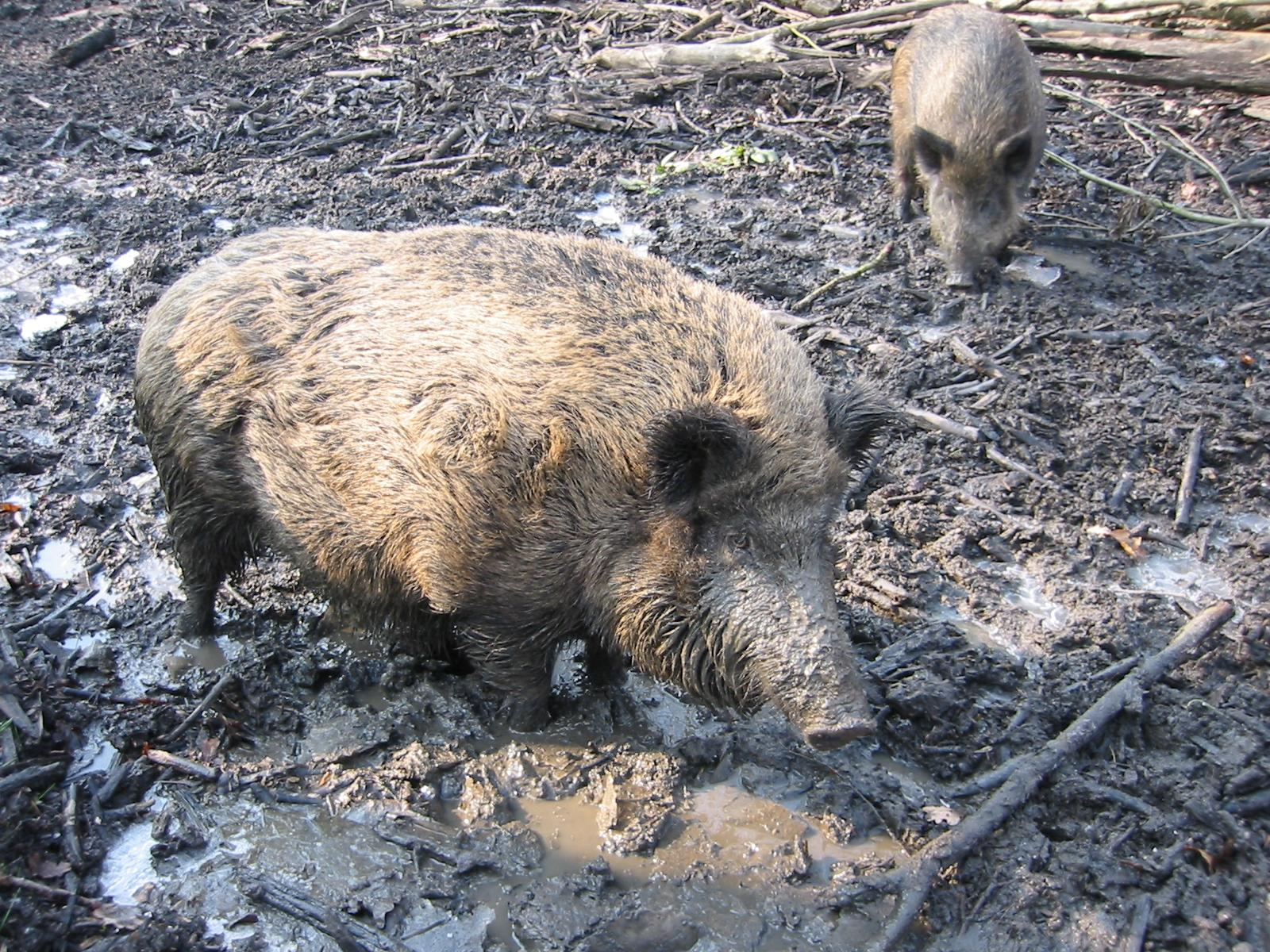

A vaddisznó (Sus scrofa) az emlősök (Mammalia) osztályának párosujjú patások (Artiodactyla) rendjébe, ezen belül a disznófélék (Suidae) családjába és a Suinae alcsaládjába tartozó faj.
A Sus emlősnem típusfaja.

## Előfordulása
A vaddisznó elterjedési területe óriási, felöleli Eurázsia egészét, Ázsia déli felét és Indonézia szigeteinek egy részét is. Korábban honos volt a Brit-szigeteken is, de innen kiirtották. Korábbi elterjedési területe Marokkótól keletre egészen Egyiptomig tartott, felölelte az Arab-félszigetet, egész Európát, a Közel-Keletet, Közép-Ázsiát, Szibériát, Indiát, a Hátsó-indiai félszigetet, a Maláj-félszigetet, Kínát és Japánt is. Az indonéz szigeteken kelet felé egészen Flores szigetéig őshonos. Északon felhatol Skandinávia déli részéig és Dél-Szibériáig. Számos szigeten előfordul, ahol sok helyütt helyi alfajai alakultak ki, mint Szardínián, Korzikán, Srí Lankán, Hajnanon, Tajvanon vagy az Andamán-szigeteken.
Afrikában korábban a Szaharától északra mindenütt előfordult. Mára az afrikai alfajok száma nagyon megcsappant. A korábban Törökország déli részétől egészen Izraelig, valamint Egyiptom északi részén és Líbiában élő Sus scofa libycus és a Szudánban és Egyiptom déli részén élő szennár-disznó (Sus scrofa sennaarensis) mára kihaltnak tekinthető. Az Atlasz-disznó (Sus scrofa barbarus), mely Marokkó, Algéria és Tunézia területén, elsősorban az Atlasz hegységben fordul elő, szintén nagyon ritkává vált. Mára az Arab-félszigeten is csak a legészakibb területeken élnek vaddisznók.
A vaddisznó élőhelyét tekintve tágtűrésű. Csak a minden búvóhely nélküli, teljesen nyílt területeket és a hegyek magas részeit kerüli. Angliából a középkorban kiirtották, de néhány éve vaddisznófarmokról kiszökött példányokból szabad területen élő állomány kezdett kialakulni. Jelenleg az angliai létszáma rohamosan növekszik. A Skandináv-félszigeten is előfordul. Svédországban jelentős mezőgazdasági károkat okoz. Elterjedésének északi határa nagyjából a 30–40 cm-t meghaladó tartós hótakaró határával esik egybe.
Annak ellenére, hogy vadászatuk Európában mindenütt intenzív, a vaddisznó-állományok terjeszkedése, növekedése és az ebből eredő – főleg mezőgazdasági – kártétele növekszik.
Ezen felül az állományok évről évre meglehetősen erősen változnak, így nagyon nehéz pontos képet rajzolni a faj elterjedéséről. Jelenleg nagyjából követi a kiterjedt erdőségeket, ahol az állatok védelmet és táplálékot találnak. A legkedvezőbbek számára kétségkívül a nedves talajú lombos és elegyes erdők, ahol könnyen túrhat táplálék után, de fontos számára a nagy őszi tölgy- és bükkmakktermés is. Korábban bizonyára a ligeterdők voltak a vaddisznó elterjedésének középpontjai, de ezt az erdőtípust a mai Közép-Európában jószerivel teljesen kiirtották. A ligeterdőket a síkságon és a középhegységekben a fenyvessűrűségek helyettesítik, ide tudnak a disznók visszahúzódni, és ezek biztosítják, hogy ez a vad minden üldözés ellenére még mindig eredménnyel meg tud élni a kultúrterületeken. Hazánkban a vaddisznó nagyon elszaporodott, bevette magát a nádasokba is, de éjszakánként a fővárosban (a budai oldalon) is lehet találkozni vele.

## A vaddisznó mint betelepített faj

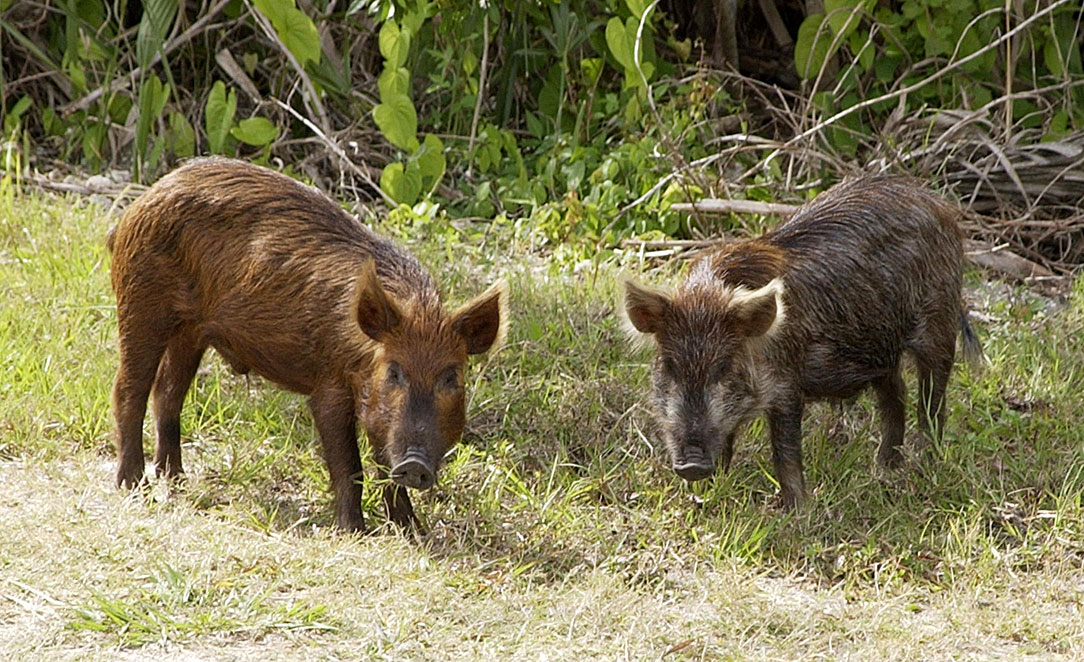
Betelepített vaddisznók Floridában

A vaddisznót eredeti elterjedési területén kívül is sokfelé meghonosították. Viszonylag tisztavérű vaddisznók betelepítve csak Amerikában élnek. A Föld többi pontján élő állatok vagy elvadult házi sertések vagy a vaddisznó és háziasított rokonának hibridjei. Mivel azonban teljesen vadon élő állatokról van szó, megjelenésük és életmódjuk is teljesen megegyezik a vaddisznóéval, így itt említjük meg őket.
A vaddisznót mint fontos vadászható állatot a 20. század elején telepítették be az Egyesült Államokba. A vaddisznó sok helyütt keveredett az USA déli részén, főként Texas államban élő elvadult házi sertésekkel, melyek ősei a 16. század óta éltek elvadulva a területen. E keveredések miatt tisztavérű vaddisznók nemigen élnek Észak-Amerikában, csak ilyen többnyire keverék állatok, amelyek azonban külsőre nagyon hasonlítanak a vaddisznóra. Az Egyesült Államok államai közül ma sok vaddisznó él Kalifornia, Florida, Dél-Karolina, Georgia, Alabama, Arkansas, Oklahoma, Louisiana, Arizona és Texas államok területén.
Dél-Amerikában is élnek meghonosított vaddisznók. Ezek ellentétben észak-amerikai rokonaikkal többnyire tisztavérűek. Argentínába 1900-ban telepítették be a vaddisznót vadászati céllal és ma a 40. és a 44. szélességi kör közötti területen elég sok él belőlük.
Házi sertéssel kevert vérű, külsőleg vaddisznóra hasonlító elvadult állatok sokfelé élnek Földünkön, így Új-Guinea szigetén, Ausztráliában, Új-Zélandon, a Hawaii szigeteken, Trinidadon és Puerto Rico szigetén is. Ezen területek többségére az állatokat még több száz évvel ezelőtt telepítették be. A Hawaii szigetekre mintegy 1000 évvel ezelőtt vitték magukkal a szigetekre betelepülő polinéziaiak. Új-Guinea szigetére szintén nagyon korán kerültek disznók.
Ausztráliába viszont csak a 19. század elején telepítették be. Mára ezek az elvadult állatok nagyon kártékonyak az őshonos állat- és növényvilágra ezért a vadászat teljes mértékben szabad rájuk.
Sok délkelet-ázsiai és óceániai szigetre is emberek segítségével kerültek disznók, így a Bismarck-szigetekre, az Admiralitás-szigetekre és a Salamon-szigetekre is.

## Alfaj
Nagy elterjedési területe miatt a vaddisznónak sok alfaja alakult ki.
Testméretük északról dél felé haladva egyre csökken, de az elterjedési terület északi részének szigetein élő alfajok is jóval kisebbek a kontinentális formáknál.
A következő alfajokat különböztetik meg:
- Atlasz-disznó (Sus scrofa algira) Loche, 1867 – Marokkó, Algéria és Tunézia területén, elsősorban az Atlasz-hegységben élő, mára igen ritkává vált alfaj.
- Andamán vaddisznó (Sus scrofa andamanensis) – kizárólag az Andamán-szigeteken élő alfaj. Lehet, hogy csak visszavadult házi disznó.
- Kaukázusi vaddisznó (Sus scrofa attila) Thomas, 1912 – Délkelet-Európa, a Kaukázus, Kis-Ázsia, Észak-Irán területén valamint a Kaszpi-tenger északi partvidéke mentén elterjedt alfaj. Nagyobb és nehezebb, mint az alapfaj, szőrzete valamivel világosabb annál.
- Pireneusi vaddisznó (Sus scrofa castillianus) Thomas, 1911 – ez az Ibériai-félszigeten élő alfaj.
- Dél-kínai vaddisznó (Sus scrofa chirodontus) Heude, 1888 – Dél-Kínában és Hajnan szigetén élő alfaj.
- Kontyos disznó (Sus scrofa cristatus) Wagner, 1839 – India és Indokína területén élő alfaj.
- Sus scrofa davidi Groves, 1981 – Délkelet-Irán, Pakisztán és Északnyugat-India.
- házi sertés (Sus scrofa domestica) Erxleben, 1777 – a közismert házi disznó, a vaddisznó háziasított alfaja.
- Japán vaddisznó (Sus scrofa leucomystax) Temminck, 1842 – Japán
- Kis-ázsiai vaddisznó (Sus scrofa libycus) Gray, 1868 – mára nagy valószínűséggel teljesen kiirtott alfaj, egykor Törökország déli részétől Izraelig élő alfaj volt.
- Olasz vaddisznó (Sus scrofa majori) De Beaux & Festa, 1927 – ez az Appennini-félszigeten élő alfaj. A közép-európai alfajnál kisebb és sötétebb. Olaszország északi részén az alapfaj él.
- Korzikai vaddisznó (Sus scrofa meridionalis) Forsyth Major, 1882 – Korzika és Szardínia szigetén élt alfaj volt, de mára nagy valószínűséggel kihalt.
- Közép-kínai vaddisznó (Sus scrofa moupinensis) Milne-Edwards, 1871 – Kína középső részén élő alfaj.
- Nikobári vaddisznó (Sus scrofa nicobaricus) – kizárólag a Nikobár-szigeteken élő alfaj. Lehet, hogy csak visszavadult házi disznó.
- Közép-ázsiai vaddisznó (Sus scrofa nigripes) Blanford, 1875 – Kazahsztán, Dél-Szibéria, Nyugat-Mongólia, Afganisztán és Dél-Irán területén élő alfaj. Igen nagy termetű alfaj, de nagyon nagy az alfajon belül a nagyságbeli változatosság. Szőrzete világosbarna, lábai feketék.
- Sus scrofa reiseri Bolkay, 1925 – ez az alfaj a volt Jugoszlávia országainak területén honos.
- Rjúkjú-szigeteki vaddisznó (Sus scrofa riukiuanus) Kuroda, 1924 – ez a viszonylag későn felfedezett alfaj kizárólag a Japántól délre található Rjúkjú-szigetek némelyikén fordul elő és állandó üldöztetése miatt mára a Természetvédelmi Világszövetség a "Veszélyeztetett" kategóriába sorolta.
- Európai vaddisznó (Sus scrofa scrofa) Linnaeus, 1758 – ez az alapalfaj; Európa nagy részén ez a változat él.
- Szennár-disznó (Sus scrofa sennaarensis) Gray, 1868 – mára nagy valószínűséggel teljesen kiirtott alfaj, egykor Egyiptom és Szudán területén élt.
- Kelet-szibériai vaddisznó (Sus scrofa sibiricus) Staffe, 1922 – a Bajkál-tó vidékén és Mongólia északi részén élő, igen kis termetű alfaj.
- Tajvani vaddisznó (Sus scrofa taivanus) Swinhoe, 1863 – Tajvan szigetén él.
- Timori vaddisznó (Susu scrofa timorensis) – kizárólag Timor szigetén élő alfaj. Lehet, hogy csak visszavadult házi disznó.
- Usszuri-vaddisznó (Sus scrofa ussuricus) Heude, 1888 – az Amur-vidék és Usszuri-föld vidékén élő alfaj. Ez a legtermetesebb alfaj, szőrzete sötét színű, orrától a szájáig egy vékony, fehér színű sáv húzódik.
- Csíkos disznó (Sus scrofa vittatus) Boie, 1828 – a Szunda-szigeteken élő alfaj.

Egyes rendszerek csak négy alfajt ismernek el ezek közül és a többit ezekbe olvasztják be:
- Sus scrofa cristatus (Közép-Ázsia és India)
- Sus scrofa scrofa ( Északnyugat-Afrika és Európa)
- Sus scrofa ussuricus (Észak-Ázsia és Japán)
- Sus scrofa vittatus (Indonézia)

## Megjelenése

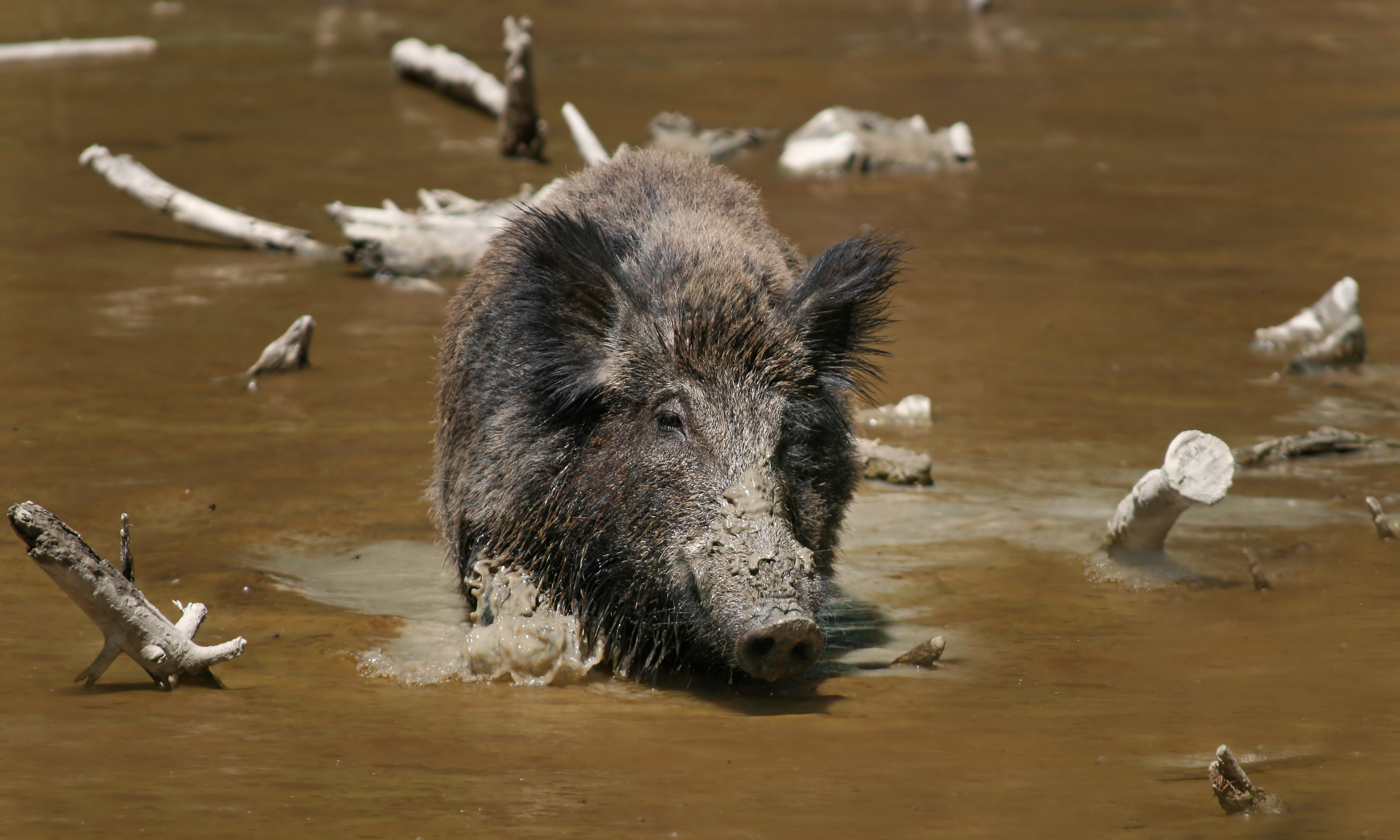

Testhossza 90-200 centiméter, farka vékony, 15–40 cm hosszú, marmagassága 55-110 centiméter, testtömege 50-190 kilogramm (kanok) és 44–160 kg (kocák). A vaddisznók egyes vidékeken még ennél lényegesen súlyosabbak is lehetnek, Oroszországban például elérhetik a 320 kg-ot is. Ezzel szemben a dél-európai vaddisznók alig fele akkorák. Az ismert ökológiai szabályt követik, amely szerint egy-egy faj példányai a melegebb vidéken kisebbek és könnyebbek, mint a hidegebb tájakon.
Küllemét és megjelenését tekintve a vaddisznót egyetlen más vadon élő európai állatfajjal nem lehet összetéveszteni. Színezete a csaknem feketétől a barnásvörösig és a homokszínűig változik, ezt részben a környéken uralkodó talajszínre lehet visszavezetni, a vaddisznók ugyanis előszeretettel dagonyáznak. 
A malacok jellegzetes hosszanti csíkokkal mintázottak. A kanok súlya jelentősen felülmúlja a kocákét, de elsősorban mégis az évről évre jobban kiálló szemfogaik (agyaraik) tűnnek fel. Az alsók gyenge ívben felfelé nőnek, míg a felsők felfelé hajlanak, és így ezekkel párhuzamosan helyezkednek el. Félelmetes fegyvert jelentenek, mert az agyarpárok koptatják, fenik egymást, és így egyre élesebbé és hegyesebbé válnak. A vaddisznók jelenlétére utal jellegzetes szaguk is, amelyet jó széllel viszonylag távolról megérezhetünk, de túrásaik ugyancsak elárulják őket.

## Életmódja

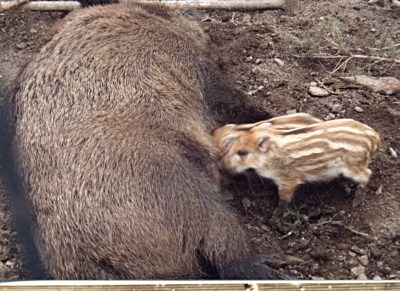
Koca malacaival

A vaddisznó családi közösségekben, csapatokban jár, ezt kondának nevezzük. A csapat magját az idős koca jelenti, a süldőkkel és a malacokkal. A kondához lazán vagy szorosabban kötődve további állatok is csatlakozhatnak. Gyakran az előző évi fiatalok is a közösségben maradnak, amíg ivarérettekké nem válnak. A kanok csak a szaporodási időszak kezdetekor csatlakoznak a kocákhoz. Anélkül, hogy a fiatal állatokkal törődnének.
Az egyes kondák ragaszkodnak tanyahelyeikhez, ha ott nem nagyon zavarják vagy üldözik (vadásszák) őket. Mindennap oda térnek vissza, pihennek a sűrűben vagy dagonyáznak az iszapos tócsákban. Estefelé megélénkül a konda, és a disznók táplálkozni indulnak. Óvatosan közelednek az erdőszélhez, közben minden irányban figyelnek. Ilyenkor szinte nesztelenül képesek mozogni, míg máskor, például menekülés során, nagy zajjal törtetnek át a sűrűségen. Ha elfogy a táplálék, messzire elkóborolnak, hogy új táplálkozóhelyeket keressenek. Többnyire lassú ügetéssel haladnak, de ha menekülnek, bukdácsoló galoppba csapnak át. Ezt azonban csak rövid távon, többnyire csupán néhány száz méteren tudják tartani. Jól úsznak, ezért nagy folyók vagy tavak szigetein is megtelepedhetnek.
Ha különösen bőséges táplálkozóhelyre bukkannak, ott gyakran nagy csapatba verődnek össze. Így volt ez például gyakorta a Duna ligeterdeiben a tölgymakkérés idején. A kondák egészen közel kerülhetnek egymáshoz, nem verekszenek, és nem igyekeznek egymást kiszorítani, önállóságukat azonban megtartják. A konda tagjai ismerik egymást, és sivalkodó, röfögő hangon kommunikálnak egymással. A vaddisznóknak egészen eltérő hangjaik vannak, ezek jelentését csak a tapasztalt szakemberek értik. A látás ezzel szemben alárendelt szerepet játszik. Apró szemükkel gyengén látnak, inkább hallásukra és rendkívül érzékeny, ormányszerű orrukra hagyatkoznak. Ez utóbbival túrnak, amikor gerinctelenek (férgek, ízeltlábúak stb.), illetve gumók (pl. burgonya), esetleg gombák után kutatnak. Csaknem korong alakú orrukkal fel tudják szaggatni a talajt, ugyanakkor meg is érzik, ha ott valami ehető akad. A házi disznókat, amelyek közös őse a vaddisznó, sok mindenre, például a szarvasgomba-keresésre is be lehet idomítani.

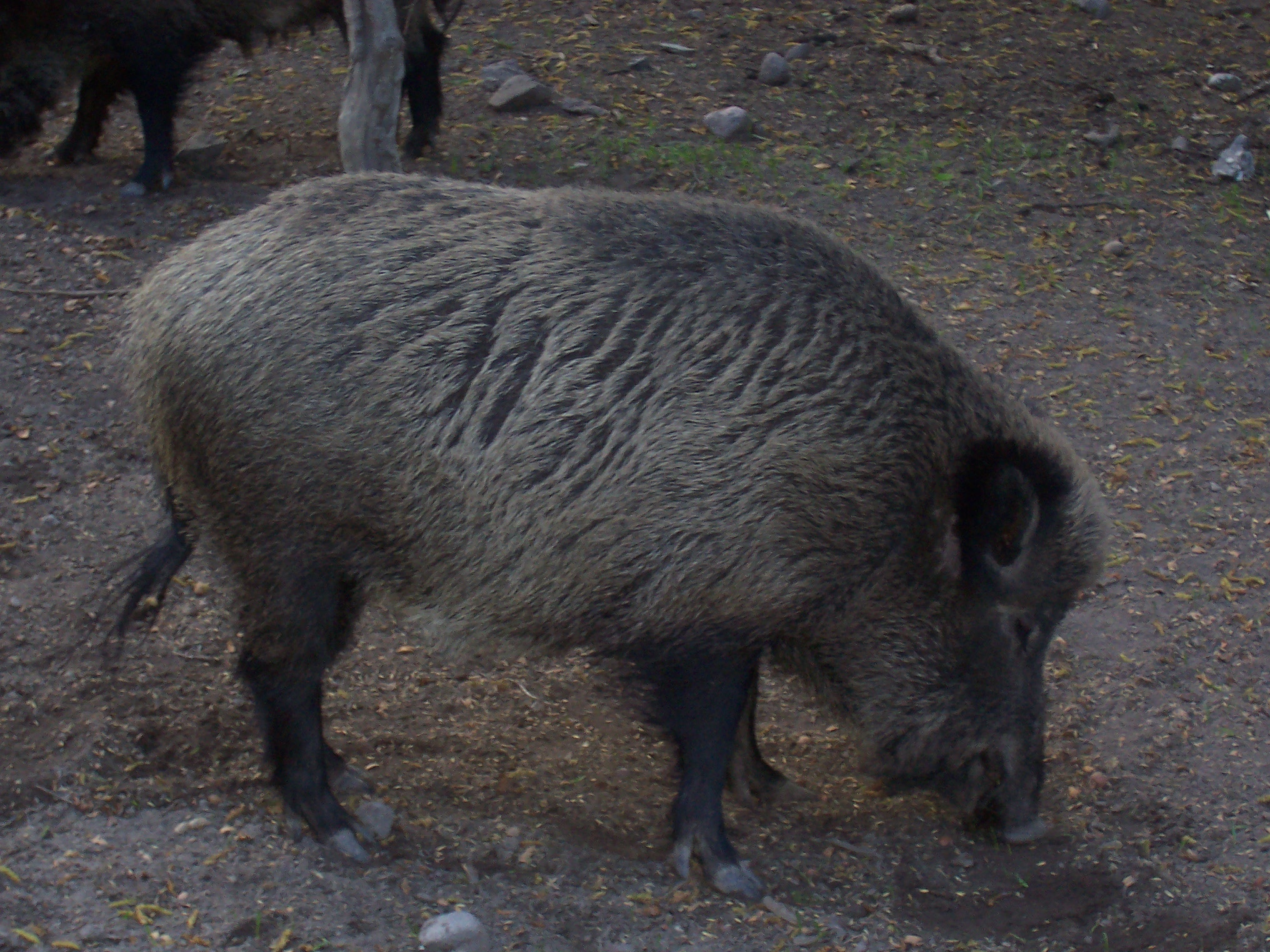

A vaddisznók kedvelik a társaikkal való "bőrkapcsolatot". Együtt pihennek, összedörzsölik sörtéiket, így egymást tisztogatják. Gyakran olyan szorosan hevernek egymás mellett, hogy a megfigyelő alig tudja az egyes testeket megkülönböztetni egymástól. A kanok erősen fejlett agyarai nemcsak a rivális kanokkal szembeni harcokra alkalmas, de agyaraikkal védekeznek a ragadozók ellen is. Keményen tudnak küzdeni, és sarokba szorítva rendkívül támadékonyak. A legveszélyesebbek azonban a malacos kocák, amelyek már nemegyszer megtámadták és meg is sebesítették a békés járókelőket, bogyószedőket.
A vaddisznót joggal nevezhetjük igazi mindenevőnek. Tölgy-, és bükkmakk, valamint mindenféle, a földön elérhető gyümölcs mellett férgeket és más, a talajban talált állatokat is fogyaszt. Megfogja a patkányt, a pockot, utóbbi kölykes fészkét megszimatolja, és orrával kifordítja, de rámegy a dögre, az elhullott vadra is.

### Veszélyes-e a vaddisznó?
Normál esetben a vaddisznó fél az embertől, messze elkerüli. Azonban veszélyt jelenthet az állatra és emberre is, ha sarokba szorítják, vagy ha malacait veszélyben érzi, esetleg vadászat alkalmával rossz lövés esetén sebzés éri, ekkor képes nekimenni a rókának, farkasnak, még az embernek is. Sajnálatos módon történtek már halálos vaddisznótámadások. A magyar történelemben többek között Imre herceg és Zrínyi Miklós halálát is vaddisznótámadás okozta.

## Szaporodása

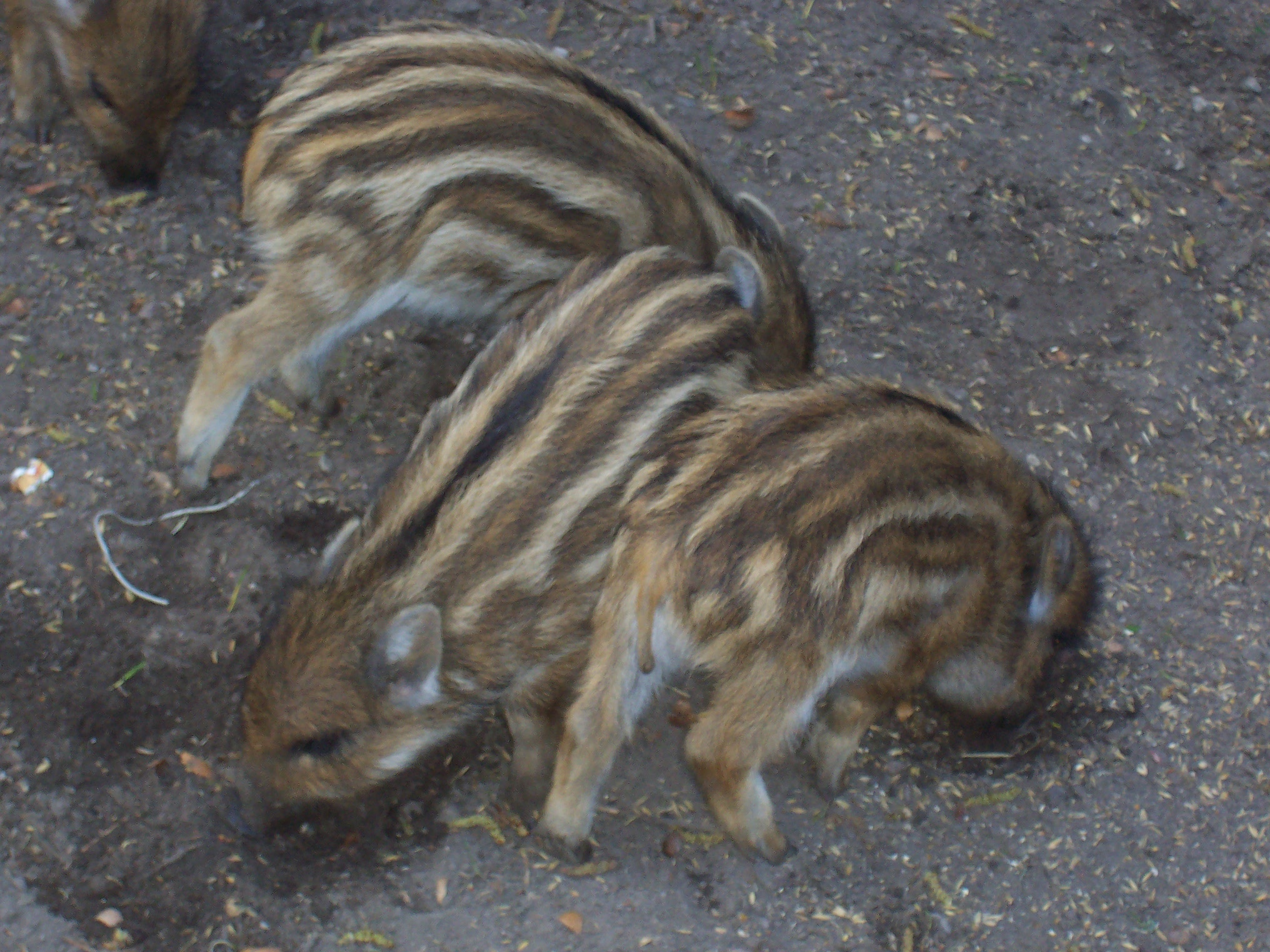
Vadmalacok

A vaddisznók párzási, búgási ideje október és január közé esik, a fialási időszak január második felétől  májusig tart.  A vemhesség 16-21 hét, az alom 4-10 malacból áll. A koca malacozás előtt kis mélyedést készít, amelyet puha levelekkel, gazzal, gyékénnyel ki is bélel. A malacok világosan és sötéten csíkoltak. Szemük nyitva van, és alighogy megszáradtak, máris követik anyjukat. Hevesen küzdenek a legjobban tejelő emlőkért, míg aztán néhány nappal később egyfajta rangsor alakul ki, és minden malacnak megvan a maga helye. A fiatal állatok, mint a házi disznók is, amelyek csak gyengén szőrözöttek, meglehetősen nagy melegigényűek. Sokkal nagyobb szükségük van anyjukra, mint más párosujjú patásoknak. A család ezért szorosan összetart. A malacok kb. 3 hónapig szopnak, ettől kezdve már szilárd táplálékot is fogyaszthatnak. Féléves korukra önellátóak. Kb. 9 hónappal később színezetük már a felnőtt állatokéhoz hasonló, ezeket süldőknek nevezzük. A vaddisznó a szabadban 12, vadaskertben akár 20 évig élhet.

## Magyar szakirodalom
- Meynhardt, H. 1986. Vaddisznóriport. Életem a vaddisznók között; ford. Herczeg Gyuláné. Budapest. Gondolat Könyvkiadó. 140 pp.
- Nagy, E. (szerk.) 2004. Vaddisznó. A vadgazdálkodás időszerű kérdései. 3. Országos Magyar Vadászkamara, Budapest, 51 pp.
- Palkovics, G., Büki, L. és Egyed, I. é.n. A vaddisznó zárttéri tartása. MTI Fotóigazgatóság, Budapest. 111 pp.
- Páll, E. 1982. A vaddisznó és vadászata. Mezőgazdasági Kiadó, Budapest. 234 pp. (3. kiadás)
- Páll, E. 2001. A vaddisznó. Nimród Vadászakadémia 8. Nimród Alapítvány, Budapest. 61 pp.